# Championnat de France Pro A de tennis de table 2019-2020
Navigation
Pro A 2018-2019 Pro A 2020-2021
Le Championnat de France Pro A de tennis de table 2019-2020 est la 17e édition du Championnat de France Pro A de tennis de table, plus haut niveau des championnats de France de tennis de table par équipes. Il oppose les 10 meilleures équipes de France dans le championnat masculin et les treize meilleures équipes féminines.
Le championnat n'ira pas à son terme en raison du COVID et le titre de champion de France ne sera décerné en 2020. De plus aucune montée ou descente n'ont lieu.
Cependant, il est attribué un titre honorifique de « champion d’automne de pro A messieurs » pour l’équipe SPO Rouen, équipe classée première à l’issue des rencontres aller ainsi qu'un titre honorifique de « champion d’automne de pro dames poule A » pour l’équipe de Saint Quentin TT, équipe classée première à l’issue des rencontres aller.